# Misodendrum
Misodendrum — рід напівпаразитів, які ростуть у вигляді омели на різних видах Nothofagus. Усі його види поширені лише в Південній Америці. Назва роду неправильно пишеться кількома способами, включаючи Misodendron, Myzodendron.
Misodendrum поміщений у власну родину, Misodendraceae, у порядку Santalales.

## Види
- Misodendrum angulatum Phil.
- Misodendrum brachystachyum DC.
- Misodendrum gayanum Tiegh.
- Misodendrum linearifolium DC.
- Misodendrum macrolepis Phil.
- Misodendrum oblongifolium DC.
- Misodendrum punctulatum Banks ex DC.
- Misodendrum quadriflorum DC.